# Solter durus
Solter durus är en insektsart som först beskrevs av Walker 1853.  Solter durus ingår i släktet Solter och familjen myrlejonsländor. Inga underarter finns listade i Catalogue of Life.